# CKV Oranje Wit
C.K.V. Oranje Wit is een Nederlandse korfbalvereniging uit Dordrecht.

## Geschiedenis
In 1925 wordt de club Oranje Wit opgericht. Korfballen lukt pas in 1926 omdat er in het eerste jaar nog materiaaltekorten zijn. Vanaf 1927 neemt de club voor het eerst deel aan de korfbalcompetitie van de christelijk tak, het CKB.
De clubnaam komt van het tenue - een oranje shirt met witte broek